# Grosse Boutique
La Grosse Boutique est le nom donné à l'ancienne usine de décolletage Joseph, Maré et Gérard Frères  devenue Société Anonyme des Boulonneries de Bogny-Braux.
À l'époque de son apogée, au début du XXe siècle, devenue une des plus importantes sociétés de l'Europe, elle employait près de 2 000 personnes.

## Localisation
La Grosse Boutique était située sur la rive gauche de la Meuse, dans le vallon de Bogny en face des rochers des Quatre Fils Aymon, sur l'actuelle commune de Bogny-sur-Meuse, dans le département français des Ardennes.

## Description
Dans le vallon de Bogny, tout au long de la rue principale (rue Bernisseaux), en pente, se trouvent les quelques restes de l'ancienne boulonnerie ainsi que diverses infrastructures :
- l'arsenal réutilisé par une nouvelle entreprise (murs de fondation en moellon de schiste de l´atelier de fabrication, percés de baies en plein cintre) ;
- Porte d´entrée de l´usine avec le nom des fondateurs ;
- des maisons patronales ;
- un bâti-usinier ;
- des maisons ouvrières ;
- la crèche ;
- La conciergerie (avec la date gravée 1879).

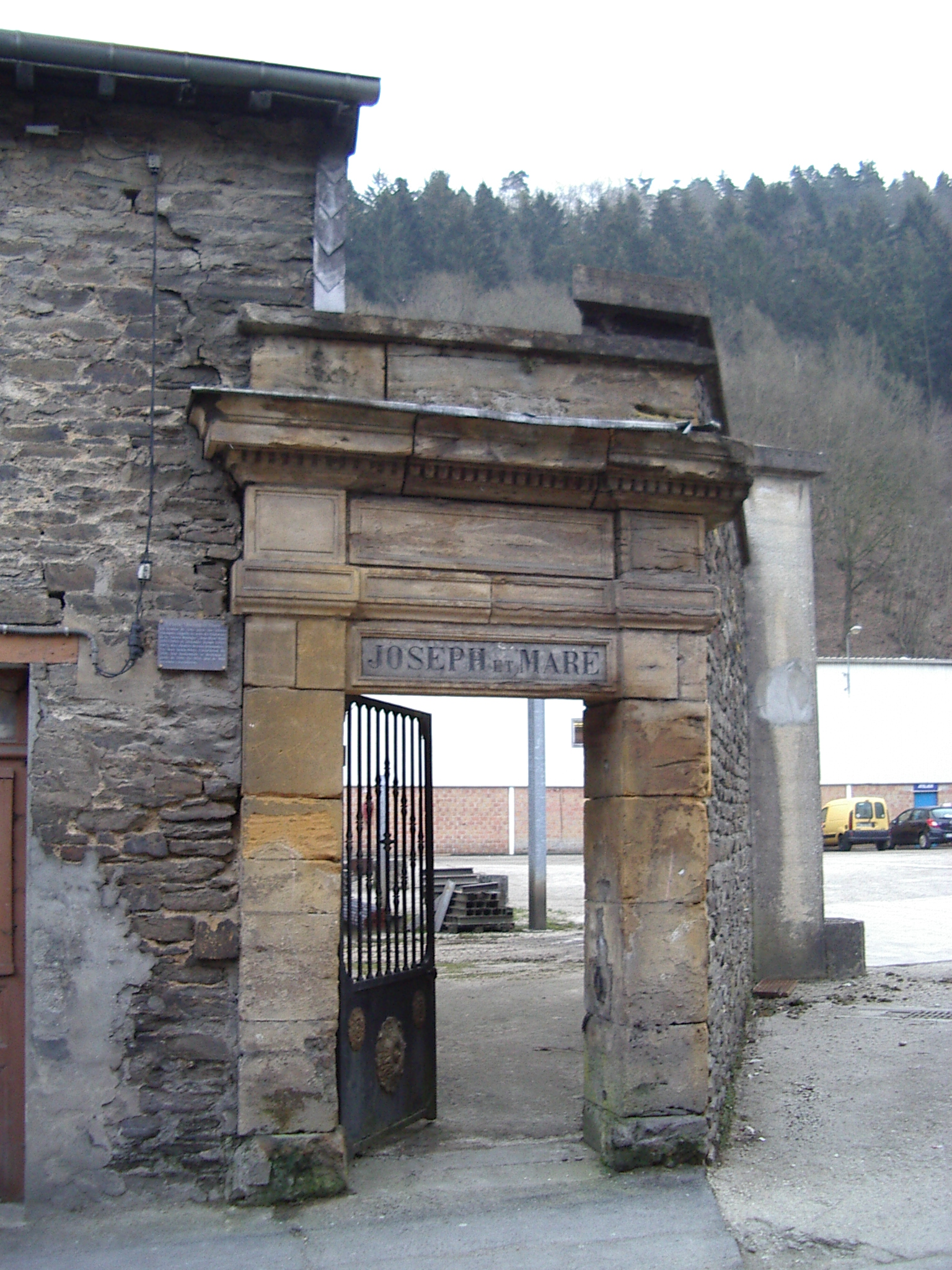
Porte d´entrée de l´usine avec le nom des fondateurs
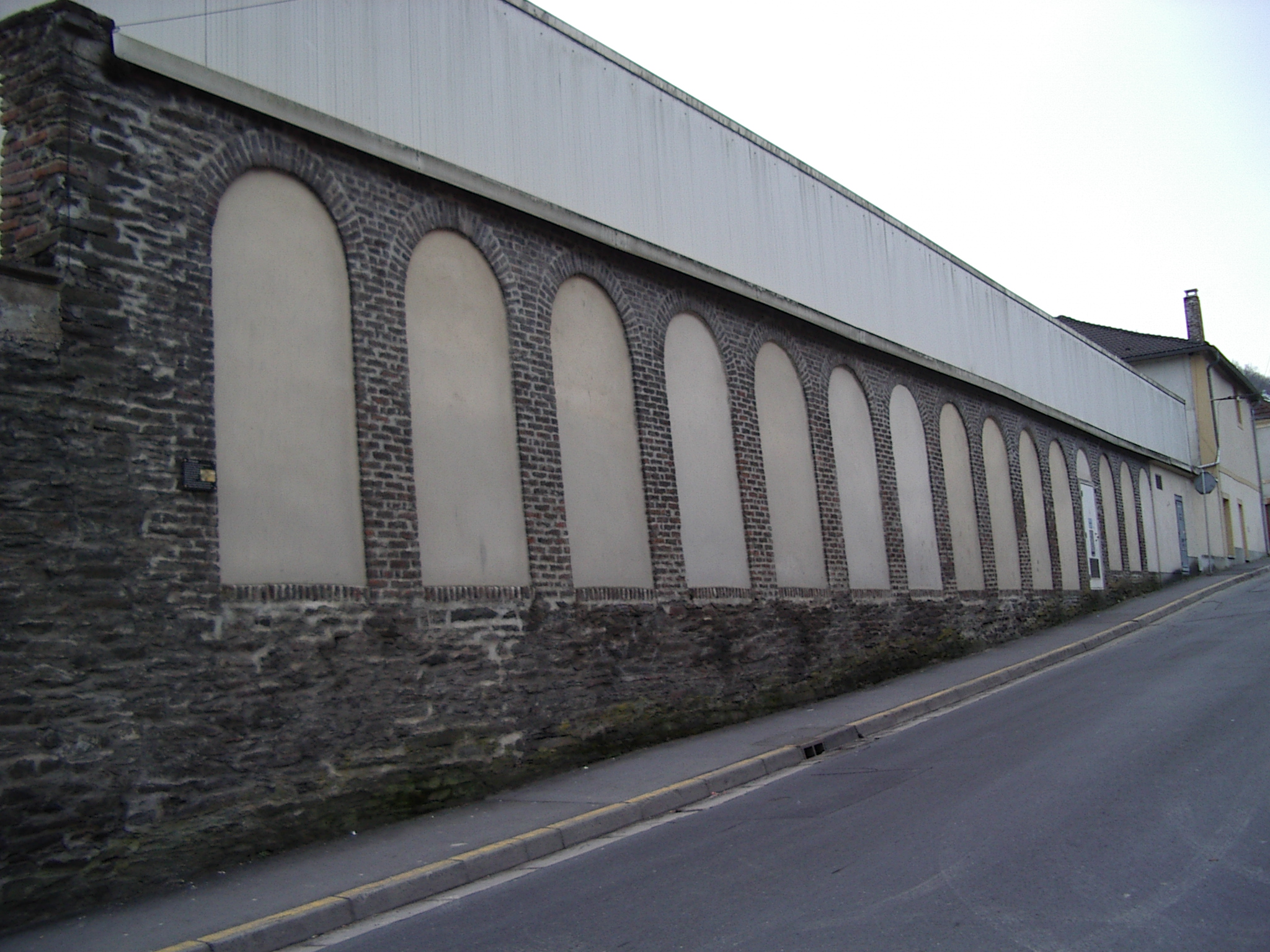
Mur de l'Arsenal
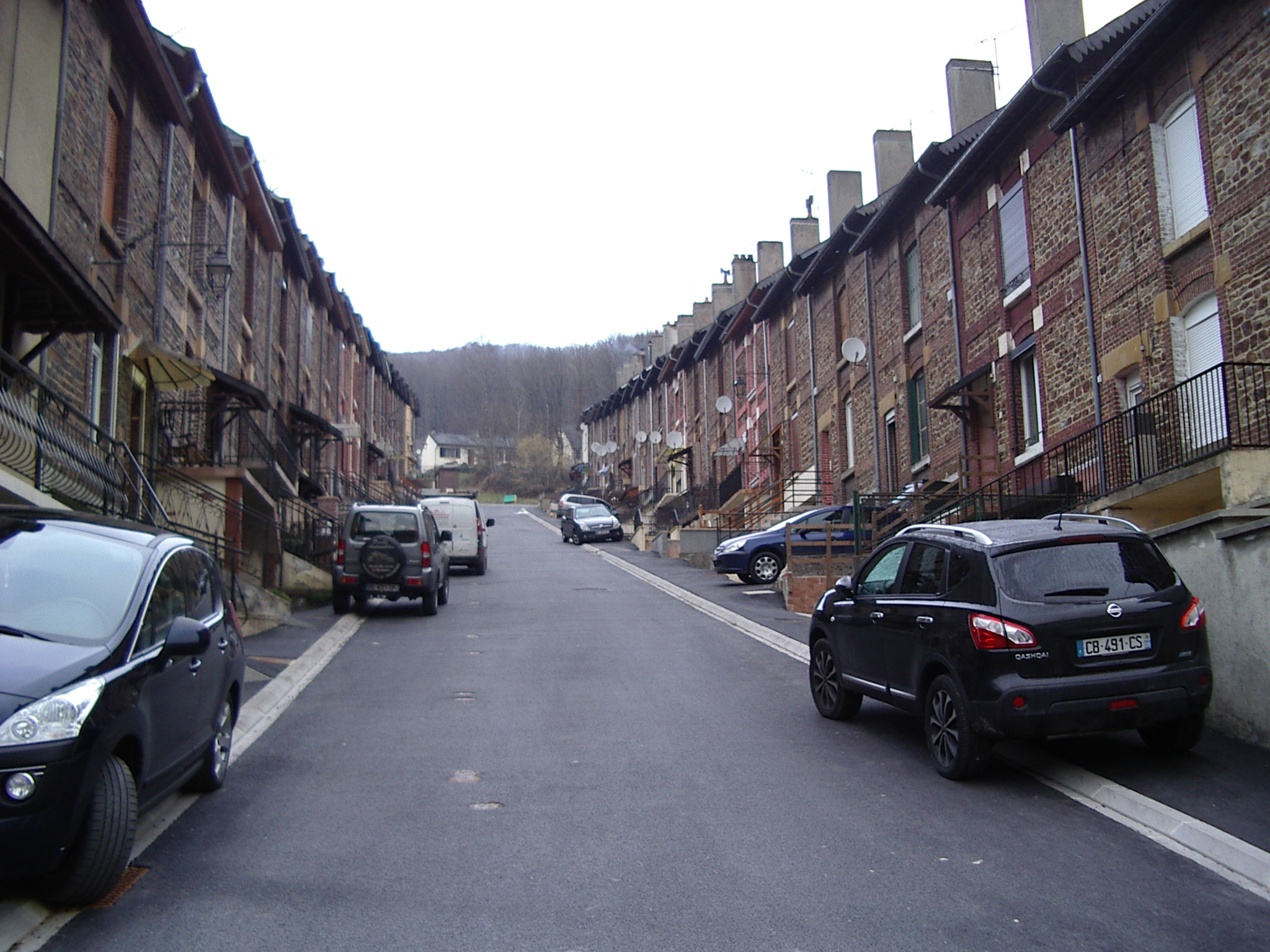
Cité ouvrière de l'Échelle
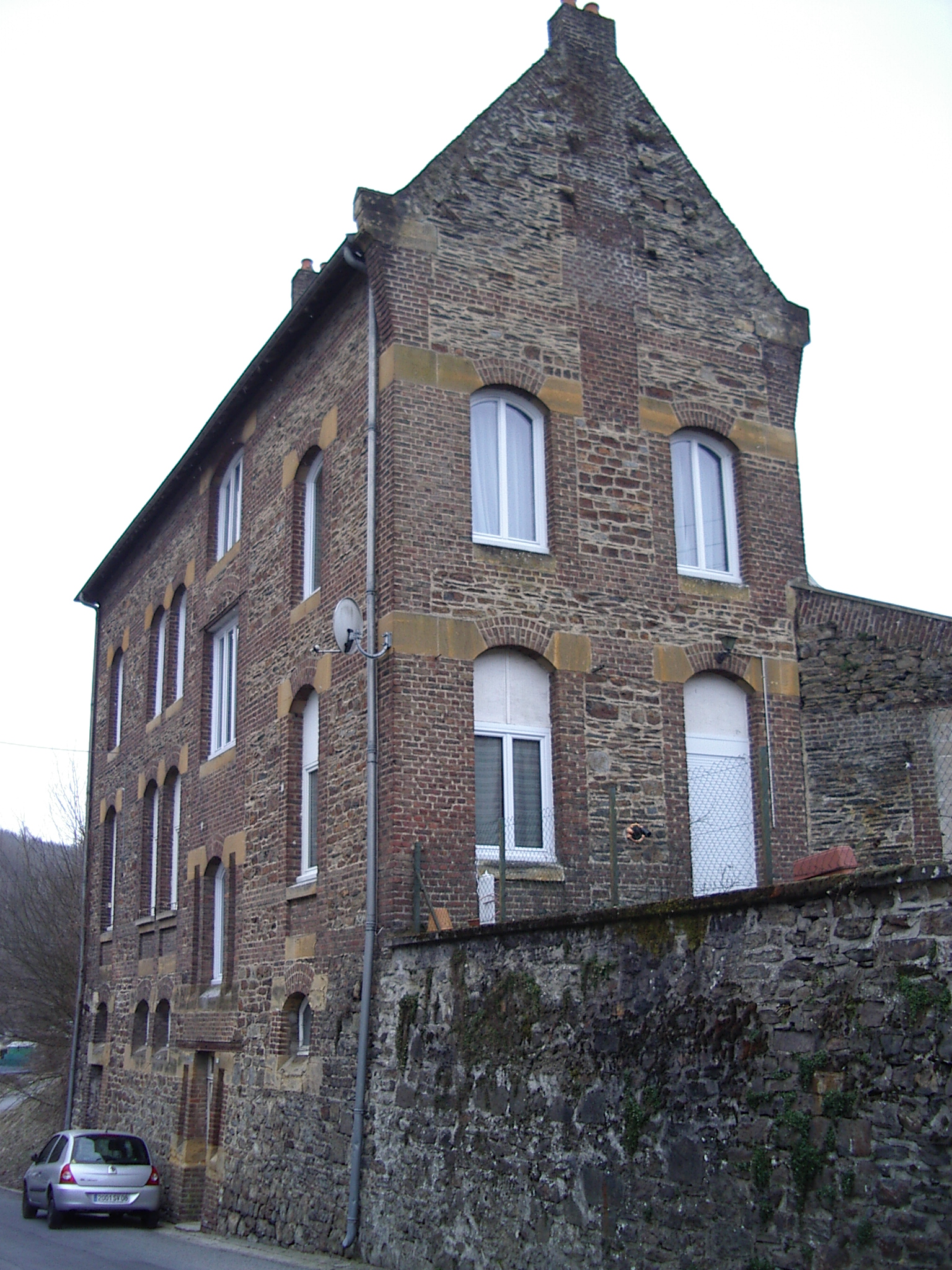
Ancienne crêche ouvrière

## Production
la Grosse Boutique produit une grande variété de boulons, d'écrous, de tirefonds, ferrures, rivets, pièces forgées pour charpentes, ponts, machines à vapeur agricoles, grosses pièces pour l´artillerie et la marine, puis pour les chemins de fer. La production annuelle est vers 1885 de 12 000 tonnes dont 40 % pour l´exportation qui va jusqu'en Russie.
Avant 1914, le dépôt de nombreux  brevets et l'emploi de machines américaines témoignent d'un esprit d'innovation pour produire plus et mieux.

## Historique
En 1842, Jean-Rémy Maré (1787 - 1863) et son beau-frère  Alexandre Joseph (1813 - 1887), l'un cloutier, l'autre forgeron, associés depuis 1834 achètent le moulin d'en bas car le déclin de la clouterie « à la main » les a amenés à abandonner leur petite forge (une boutique dans le langage local) située dans le hameau de Bogny, près de la Meuse pour s'installer à cet endroit.
Profitant de l'élan industriel du second Empire, Maré et Joseph transforment leur boutique en une vaste usine.
En 1845, la famille Gérard de Nouzon, gendres de Joseph et Maré, les rejoignent et en 1867, ils participent à la gestion des boulonneries « Joseph, Maré et Gérard frères ».
La boulonnerie est fondée en deux périodes : 1854-1858 et 1865-1877, quelques aménagements sont faits entre 1896 et 1905.
À partir de 1885, l'usine est reliée par une voie ferrée de 2 km de longueur et un tunnel creusé sous l'Hermitage à la ligne de chemin de fer Givet-Charleville.
La Grosse Boutique (grande usine) prend sa physionomie définitive après l´incendie de 1891 caractérisé par  « un vaste hall à trois étages » (P.Dunaime) surnommé Le Vatican.
En 1896, à la suite de l'achat d'une fonderie à Braux, la boulonnerie change de raison sociale et devient la « S.A. Boulonnerie de Bogny-Braux » .
L'usine du « fond de Bogny » était divisée en plusieurs ateliers :
- Versailles,
- Vatican,
- Saint-Cloud,
- Atelier Rood,
- Montmartre et
- Panama.

Au sommet de sa prospérité, la Grosse Boutique est une des plus importantes entreprises d'Europe.
Après la mort des trois fondateurs, trois administrateurs prennent la relève :
- A. Maré, fils d'Alexandre,
- H. Mialaret, ingénieur des poudres et salpêtres,
- Albert Gérard, sénateur

Poursuivant l'extension, ils prennent le contrôle d'une usine de fer à Flize, des forges de l'Ile du Diable à Levrézy et d'une fonderie à Braux qui, réunis, emploient 1 800 personnes en 1910.
La Grosse Boutique qui est la plus importante usine des Ardennes avant la Première Guerre mondiale est à l'arrêt à cause du conflit de 1914 à 1918, ses dirigeants achètent des établissements à l´arrière du front afin de continuer l'activité : Asnières, Bar-sur-Aube, Paris, Amiens, Bois-Colombe, Ivry, Saint-Étienne, Ris-Orangis.
De l'origine de la boulonnerie et jusqu'au lendemain de la Première Guerre mondiale, trois générations se sont succédé à la tête de la Grosse Boutique.
- Alexandre Maré (1845-1914), l'héritier de la deuxième génération, a développé la boulonnerie familiale en voyageant pour trouver de nouveaux marchés;
- Albert Gérard (1861-1943), son neveu, polytechnicien, sénateur (1903-1930) dut céder la SA des Boulonneries de Bogny-Braux à Hardy-Capitaine en 1925.

Pendant la Deuxième Guerre mondiale, l´activité de la Grosse Boutique est pratiquement à l'arrêt et redémarre aussitôt le conflit terminé.
À partir de  1951 l'entreprise cesse progressivement son activité et est fermée en 1953.
La boulonnerie est en bonne partie démolie en 1965 laissant la place au collège Jules Ferry ouvert en septembre 1968. L´actuelle usine Cousin-Malicet en occupe la partie nord mais la majeure partie des ateliers restructurée en 1994.
Il reste néanmoins de la Grosse Boutique un considérable héritage patrimonial du capitalisme familial et du paternalisme local:
- Proximité géographique des maisons patronales et des maisons ouvrières : 
  - La Rubrique (1882-1892),
  - Groupe des Quatre (1902-1911),
  - Cité rue de L'Echelle (1902-1911),
- Magasins généraux ;
- Crêche (1898) ;
- Ferme approvisionnant la table des patrons.

## Diffusion du syndicalisme dans la vallée
Jean-Baptiste Clément, au printemps 1885 est venu  soutenir les ouvriers  de la Grosse Boutique  engagés dans une grève qui eut un retentissement national. Ils veulent faire respecter le droit de fonder une chambre syndicale que la loi Waldeck-Rousseau leur a accordé (1884), au grand dam des Joseph, Maré, et Gérard.
C’est un moment-clé de la naissance du syndicalisme et de la diffusion des idées socialistes dans la Vallée.